# Lo Vigan
Lo Vigan (en francès Le Vigan) és un municipi del departament francès del Gard, a la regió d'Occitània. És cap d'una sotsprefectura i d'un districte.